# Aba Kowner

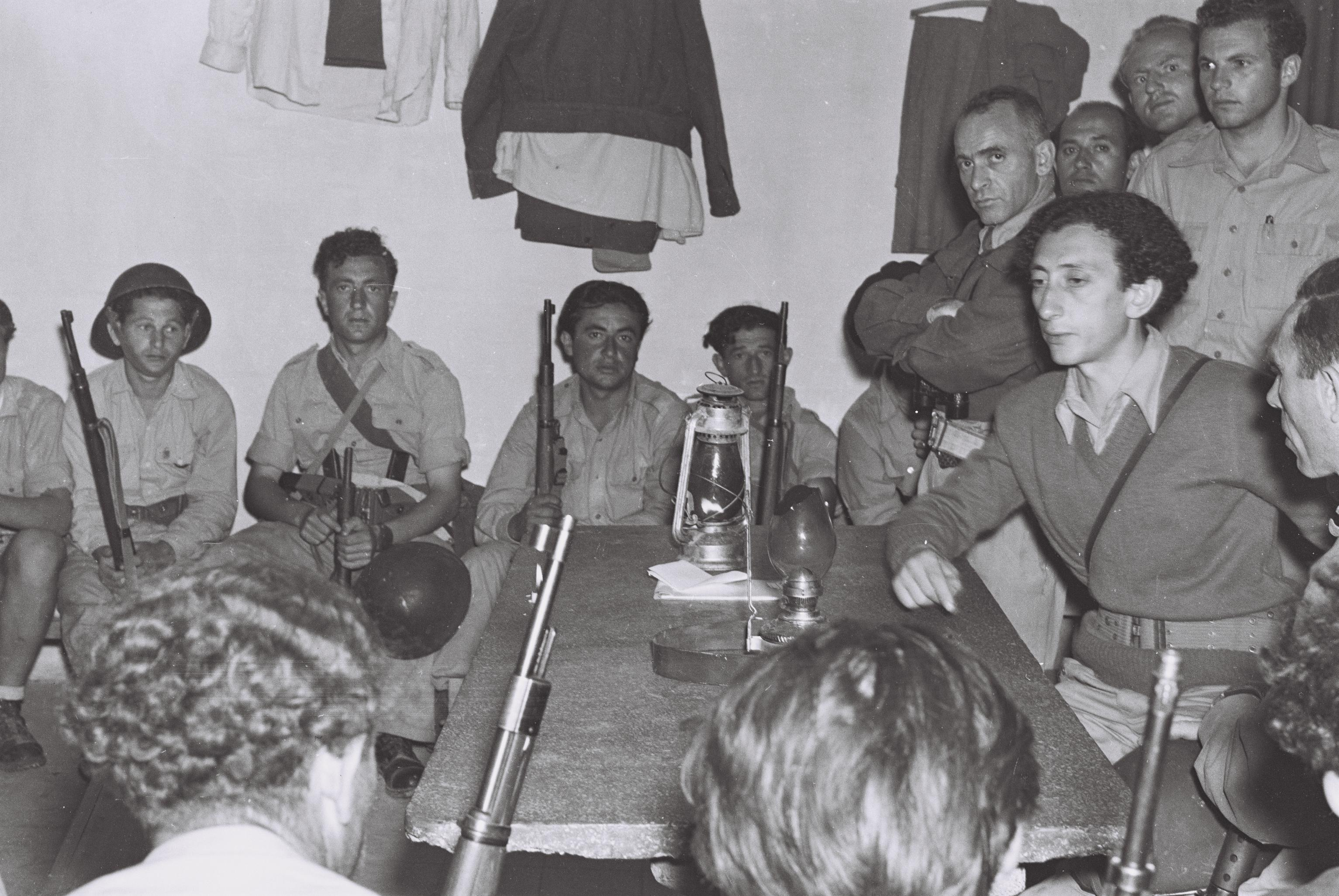
Aba Kowner w czasie wojny izraelsko-arabskiej

Aba Kowner (hebr. אבא קובנר; ur. 14 marca 1918 w Oszmianie, zm. 25 września 1987 w kibucu En ha-Choresz) – żydowski poeta i prozaik tworzący w języku hebrajskim, syjonista, działacz ruchu oporu podczas II wojny światowej, lider Zjednoczonej Organizacji Partyzanckiej (Fareinigte Partizaner Organizacje), dowódca powstania w getcie wileńskim, działacz żydowskiego ruchu Ha-Szomer Ha-Cair. Mąż Witki Kowner i kuzyn Me’ira Wilnera.

## Życiorys
Urodził się w Oszmianie, jednak jego rodzina wkrótce przeprowadziła się do Wilna, gdzie został członkiem Ha-Szomer Ha-Cair. Kiedy Wilno znalazło się po radziecką okupacją (1940–1941) został członkiem organizacji podziemnej. Po wkroczeniu Niemców na Litwę (1941) wraz z przyjaciółmi m.in.: Jurkiem Wilnerem (Arie Wilnerem), Chają Grosman, Edkiem Boraksem, Chumą Godot i Izraelem Nagelem ukrywał się w klasztorze dominikanek klauzurowych w Kolonii Wileńskiej koło Wilna, a następnie wrócił do wileńskiego getta. W grudniu 1941 przed delegatami żydowskich organizacji młodzieżowych wygłosił w Wilnie odezwę:

Hitler planuje zabić wszystkich europejskich Żydów. Litewscy Żydzi będą pierwsi. Nie dajmy się prowadzić na rzeź jak stado owiec. To prawda, jesteśmy słabi i nie mamy broni, ale jedyną odpowiedzią jest opór!

Po wojnie, jako przywódca organizacji Nakam, przygotowywał w Niemczech zamachy odwetowe za Holokaust, których nie wykonano. O jednej z planowanych przez niego akcji opowiada izraelsko-niemiecki film fabularny pt. „Plan A” z 2021 r. oraz utwór „Six Milion Germans / Nakam” z albumu „Partisans & Parasites” (2009) zespołu muzycznego Daniel Kahn & The Painted Bird. Od 1946 r. do śmierci mieszkał w kibucu En ha-Choresz. W 1946 r. poślubił Witkę Kowner, z którą miał dwójkę dzieci. Po wyzwoleniu był jednym z założycieli organizacji Bricha, pomagającej Żydom w ucieczce z powojennej Polski. Zeznawał na procesie Adolfa Eichmanna. Brał udział w wojnie o niepodległość Izraela. W 1970 r. otrzymał Nagrodę Izraela w dziedzinie literatury. Zmarł w wieku 69 lat na raka krtani w swoim domu w En ha-Choresz.

## Publikacje
- Aż do końca światła (1947)
- Zatopiony klucz (1951)
- Pożegnanie z południem
- Twarzą w twarz